# DC 슈퍼히어로 걸스 (텔레비전 프로그램)
《DC 슈퍼히어로 걸스》(DC Super Hero Girls)는 워너 브라더스 애니메이션과 DC 엔터테인먼트가 제작한 미국의 텔레비전 애니메이션이다. DC 코믹스의 여성 캐릭터들을 대상으로 한 웹 애니메이션판 타이틀로, 2019년부터 카툰 네트워크에서 방영 중이다.

## 주요 등장 인물
- 배트걸(Bat girl)(성우: 메이 휘트먼/채민지)
- 슈퍼걸(Supergirl)(성우: 아나이스 페어웨터/김현심)
- 원더우먼(Wonder Woman)(성우: 그레이 딜라일/사문영)
- 그린 랜턴(Green Lantern)(성우: 미리나 벨라스코/조진숙)
- 자타나(Zantanna)(성우: 카리 월그런/이재현)
- 범블비(Bumblebee)(성우: 킴벌리 브룩스/김율)

## 에피소드
1. (oh my guard)
2. (The KCUF Co.)